# Szent György-kereszt

Anglia zászlaja a Szent György kereszttel

A Szent György-kereszt (oroszul Знак отличия Военного ордена святого Георгия, transzliteráció: Znak otlicsija Vojennovo orgyena szvjatovo Georgija), rövidebb nevén György-kereszt (Георгиевский крест), mely hivatalosan 1913-ig a harcmezőn hősiesen helytálló katonák elismeréseként adományozták. Az Orosz Birodalom alapította 1807-ben. Elsőként tiszthelyetteseknek, közlegényeknek és tengerészeknek adományozták majd 1856-ban felosztották négy különböző osztályra az elismerést. A kitüntetettek elsőnek a negyedik osztályát kapták meg, és további hősi helytállásuk elismeréseként kaphatták meg a soron következő fokozatot. A Szent György lovagjává lépett elő az, aki kiérdemelte a legmagasabb első osztályt.

## A Szent György-kereszt és a Szent György-rend
A Szent György-kereszt tulajdonképpen ugyanazt a szerepet tölti be, mint a Szent György-rend, kivéve azt a tényt, hogy a keresztet alacsonyabb rendfokozatú katonáknak, elsősorban tiszthelyetteseknek adományozták. 1878-ban tovább bonyolódott a helyzet, hiszen Oroszország megalapította a Szent György medáliát is.
Az újabb a nagy testvéreihez hasonlóan négy fokozatból álló kitüntetést azért tartották szükségesnek, mert így szélesebb körben tudták elismerni az arra érdemes katonákat. Könnyű megkülönböztetni a többi kitüntetéstől, hiszen az érdemrend keresztje fehér színű, és a közepében lévő korongon színes a Szent György ábrázolás.

## Szent György-kereszt kinézete
A keresztet formázó kitüntetés eleinte aranyból vagy ezüstből készült. Később azonban helyettesítették más fémekkel, de ügyelve az arany és az ezüst színvilág megtartására. A kereszt közepében korong található, melynek domborképen Szent György lovon ülve küzd a sárkánnyal. A kereszt adományozását az 1917-es októberi orosz forradalom utáni bolsevista vezetés megszüntette, és Oroszország elnöke csak 2000. augusztus 8-tól kezdve adományozta ismét ezt az elismerési formát.

## Jó tudni
A Szent György-kereszt, mint kitüntetés nem tévesztendő össze a Szent György kereszttel, mely Anglia zászlaján is szerepel, és a György Kereszt kitüntetéssel sem, melyet az Egyesült Királyság adományoz elsősorban civil személyek kiemelkedő helytállásáért.

## Fordítás
- Ez a szócikk részben vagy egészben  a   Cross of St. George című angol Wikipédia-szócikk ezen változatának fordításán alapul.  Az eredeti cikk szerkesztőit annak laptörténete sorolja fel. Ez a jelzés csupán a megfogalmazás eredetét és a szerzői jogokat jelzi, nem szolgál a cikkben szereplő információk forrásmegjelöléseként.